# J Balvin
Jose Alvaro Osorio Balvin (J Balvin), född 7 maj 1985 i Medellín, är en colombiansk sångare, låtskrivare och musikproducent inom reggaeton och hiphop.

## Biografi
José föddes i Medellín, Antioquias största stad. Som 17-åring flyttade han till USA. Han flyttade till Oklahoma och New York för att lära sig engelska och påverkades av musiken han hörde där. Han återvände sedan till Medellín och fick popularitet i klubbarna i staden.
Hans genombrott kom 2014 med singeln 6 AM, med huvudrollen i Puerto Rico sångare Farruko, som kom på andra plats i Billboard Hot Latin Songs. Sedan träffade han David Cohen och började bli hans bästa vän eftersom han hjälpte José att skriva sina nya låtar, liksom singeln Ay Vamos, vilket ökade försäljningen av hans album La Familia (2014). 2016 släppte albumet Energía, som inkluderade rören Ginza, Bobo, Safari och Sigo Extrañándote. Efter frigörandet av Energía gjorde han en stor turné från 29 september 2016: USA, Mexiko, Costa Rica, Europa, Peru, Colombia, Argentina, Israel, Uruguay, Olympia i Paris: sångaren är firas överallt.
Den 30 juni 2017 släppte J. Balvin singeln Mi gente, i duett med den franska DJ Willy William. Den 1 augusti 2017 överträffade Mi gente världens topp 50 på Spotify och nådde sedan en miljard visningar på YouTube (YouTube-räknaren har totalt 2,3 miljarder visningar. I januari 2018 släppte han singeln Machika med Jeon och Anitta. Han samarbetade med Cardi B och Bad Bunny på Billboard Hot 100's American I Like It.

## Diskografi

### Album
- 2013 – La Familia
- 2016 – Energía
- 2018 – Vibras
- 2019 – Oasis feat Bad Bunny
- 2020 – Colores